# سيدني راي وايت
سيدني راي وايت (بالإنجليزية: Sydney White)‏ هي مغنية مؤلفة بريطانية، ولدت في 30 نوفمبر 1991 في لندن في المملكة المتحدة.

## وصلات خارجية
- سيدني راي وايت على موقع IMDb (الإنجليزية)
- سيدني راي وايت على موقع ألو سيني (الفرنسية)
- سيدني راي وايت على موقع أول موفي (الإنجليزية)
- سيدني راي وايت على موقع قاعدة بيانات الفيلم (الإنجليزية)
- سيدني راي وايت على موقع كينوبويسك (الروسية)